# 袁吉六
袁吉六（1868年—1932年），譜名仲谦，表字仲策，湖南省隆回县罗洪乡白莲村人，文史学家、教師。

## 生平
光绪二十三年，乡试中举人，后因病未赴京参加会试。此后致力于教学，不入仕途。
1913年，时任湖南省第四师范学院校长的陈润霖请其担任国文教员。次年，并入湖南省立第一师范学校，仍任教员，门下有毛泽东、周谷城等学生。
1915年，湖南省立第一师范的驱张运动中，校长张干要开除毛泽东等16位学生，一师资格最老的教师袁吉六来到校长室，张干说：“袁先生，您是一师任教的先生中年纪最大的前辈，开除毛泽东的事情如何决断，就由您来决定吧！”，袁吉六说：“张校长若是开除毛泽东，袁某，现在就辞职。”:219
1916年，湖南督軍譚延闓聘袁吉六任機要秘書，袁婉拒。
1917年，與胡音同等人筹建湖南大学，並任教於該校，1930年退休。
1950年，袁吉六的老同事王季范写给通知毛泽东，袁的遺孀戴長貞生活困难，毛泽东写信给湖南省长王首道，命他救济袁夫人。
1953年，毛泽东亲自为袁吉六墓碑题字“袁吉六先生之墓”，湖南省人民政府则拨款重修其坟墓。
1952年，毛泽东为其亲书碑文并重修墓葬。

## 评价
毛泽东在延安同美国记者埃德加·斯诺说：“学校裏有一个国文教员，学生给他取了个‘袁大胡子’的绰号。他嘲笑我的作文，说是新闻记者的手笔。他看不起我视为楷模的梁启超，认为梁启超文章半通不通。我只得改变文风，钻研韩愈的文章，学会了古文体，所以多亏袁大胡子，今天我在必要时仍然能写出一篇过得去的文言文。”
1964年，毛泽东、郭沫若、章士钊等在中南海畅谈时，章士钊说他“此老通古今文史”，郭沫若说“其人教天下英才”，1980年，袁吉六長子袁愈栖把这副对联刻在袁墓碑旁的石柱上。